# Большая Златогорка
Больша́я Златого́рка — деревня в Ижморском районе Кемеровской области. Входит в состав Красноярского сельского поселения.

## География
Центральная часть населённого пункта расположена на высоте 231 метра над уровнем моря.

## Население
По данным Всероссийской переписи населения 2010 года, в деревне Большая Златогорка проживает 22 человека (8 мужчин, 14 женщин).